# 용인시 빠따형 독립야구단
용인시 빠따형 독립야구단은 2019년부터 2020년까지 존재했던 독립야구단이다.

## 코치
- 최현진
- 채수연
- 최하나
- 김형철
- 김라희

## 선수단
- 투수 : 신현호, 김윤환, 이지태, 최현진, 천윤호, 김경묵, 김문기, 유재훈, 김주현, 최병욱
- 포수 : 김재헌, 김동영
- 내야수 : 김상현, 권현우, 류정호, 김건우, 이재원, 강명준
- 외야수 : 박부근, 서지호, 최현성, 박성준, 박세훈

## 대한민국의 독립구단 목록
- 파주 챌린저스
- 연천 미라클
- 고양 원더스
- 성남 맥파이스
- 가평 웨일스
- 포천 몬스터
- 수원 파인이그스

### 해체된 독립구단
- 고양 원더스 (2011-2014) (2014년 해체)
- 수원 로보츠 (2018년 해체)
- 용인 스텔스 (2018년 해체)
- 저니맨 외인구단 (2019년 해체)
- 양주 레볼루션 (2019년 해체)
- 성남 블루팬더스 (2019년 해체)
- 용인시 빠따형 독립야구단 (2020년 해체)
- 의정부 신한대학교 피닉스 (2020년 해체)
- 스코어본 하이에나들 (2021년 해체)